# جيف شابوت
جيف شابوت (بالألمانية: Jeff Chabot)‏ هو لاعب كرة قدم ألماني، ولد في 12 فبراير 1998 في هاناو في ألمانيا. لعب مع سبارتا روتردام ونادي نورنبرغ.

## وصلات خارجية
- جيف شابوت على موقع الاتحاد الأوربي (الإنجليزية)
- جيف شابوت على موقع قاعدة بيانات كرة القدم.إي يو (الإنجليزية)
- جيف شابوت على موقع Soccerbase.com (لاعب) (الإنجليزية)
- جيف شابوت على موقع Soccerway.com (الإنجليزية)
- جيف شابوت على موقع عالم كرة القدم.نت (الإنجليزية)
- جيف شابوت على موقع AS.com (الإسبانية)